# Castillo de Hiroshima
El Castillo de Hiroshima (広島城 Hiroshima-jō?), en ocasiones llamado Castillo de la carpa (鯉城 Rijō?) (coordenadas 34°24′10″N 132°27′33″E / 34.40278, 132.45917) es un castillo japonés situado en Hiroshima (Japón), que sirvió de residencia al daimyō de Hiroshima. Construido originalmente en los 1590, el castillo fue destruido por el bombardeo atómico del 6 de agosto de 1945. El torreón principal fue reconstruido en 1958: la réplica del original alberga en la actualidad el museo de la historia de Hiroshima anterior a la Segunda Guerra Mundial,. Desde entonces, otras partes del castillo también han sido reconstruidas.

## Historia
Mōri Terumoto, un miembro del consejo de Toyotomi Hideyoshi estableció el castillo de Hiroshima en 1589 a las orillas del río Otagawa. En este entonces no existía Hiroshima como pueblo o ciudad, y el área era llamada Gokamura, que significa “cinco poblados”. A comienzos de 1591, Mōri gobernó nueve provincias desde este castillo, incluyendo lo que es hoy la provincia Shimame, la prefectura de Yamaguchi, la prefectura de Tottori, la prefectura de Okayama y la prefectura de Hiroshima.
Cuando comenzó la construcción del castillo, Gokamura fue renombrada a Hiroshima, pensando en un nombre más impactante. “Hiro” se tomó de Ōe no Hiromoto, un ancestro de la familia Mōri y “Shima” de Fukushima Motonaga, quien ayudó a Mōri Terumoto a escoger el lugar donde sería instalado el castillo.
Después de la Batalla de Sekigahara de 1600, Mōri fue forzado a abandonar el castillo, retirándose a Hagi, lo que hoy es la prefectura de Yamaguchi. Fukushima Masanori se convirtió en el señor de la provincia Aki y de la provincia Bingo (que hoy integran la prefectura de Hiroshima. Sin embargo, el shogunato Tokugawa prohibió la construcción de cualquier castillo sin la autorización de Edo, una medida timada por el shogunato para evitar que los daimyō ganaran más poder y amenazaran el shogunato. Cuando Fukushima reparó el castillo después de la inundación de 1619, fue enviado a Kawanakajima, en lo que hoy es la prefectura de Pagano. Asano Nagaakira entonces se convirtió en el señor del castillo.
Desde 1619 hasta a abolición del sistema feudal durante la Restauración Meiji de 1869, la familia Asano eran los señores de la provincia Aki y de la provincia Bingo.
Después de la Restauración Meiji, el castillo sirvió como edificio militar, y el cuartel general del ejército Imperial estuvieron en este lugar durante la Primera Guerra Sino-japonesa en 1894-1895.  Los cimientos de distintos cuarteles, a unos cuantos pasos del castillo principal, se conservan hasta hoy.
El castillo fue destruido por la explosión de una bomba atómica el 6 de agosto de 1945. La torre actual, construida principalmente de hormigón fue terminada en 1958.

## Estructura

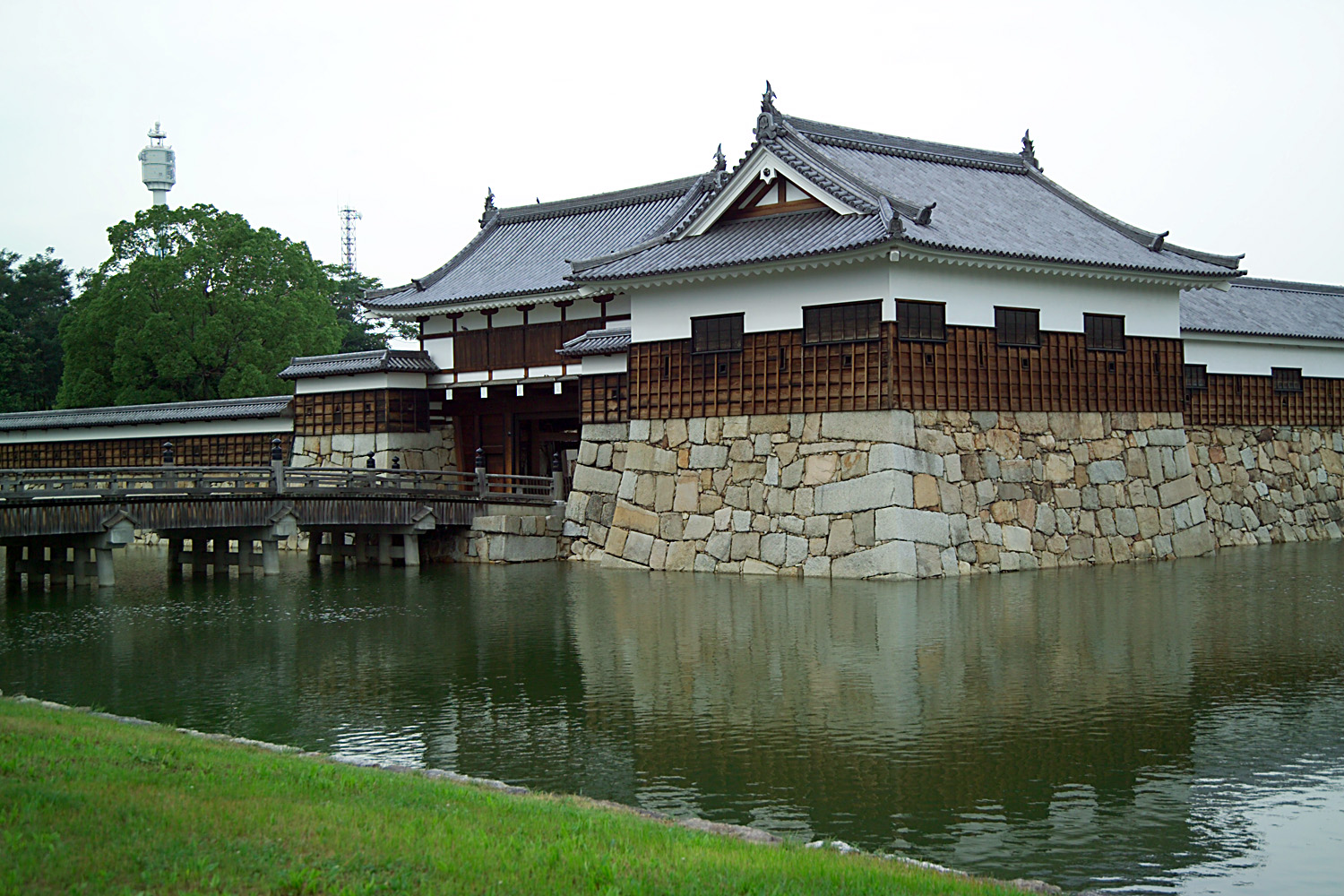
Parte del ninomaru reconstruido.

El castillo fue construido originalmente de madera, pino principalmente. Fue construido entre 1592 y 1599 y fue designado Tesoro Nacional de Japón en 1931.  El castillo reconstruido solo consta del tenshu, principalmente construido de hormigón reforzado. Sus cinco pisos se alzan 26.6 metros sobre la base de piedra que tiene 12.4 metros de altura desde el piso. Sin embargo, en años recientes una puerta y un yagura en el ninomaru se han reconstruido en madera utilizando los métodos originales.
Este castillo es un excelente ejemplo de los castillos hirajiro o asentados sobre planicies. Originalmente el castillo de Hiroshima contaba con tres fosos concéntricos además del río Otagawa al oeste (ahora llamado río Hongawa), el cual proveía de una excelente barrera natural.
Buena parte de lo que fue la parte exterior del castillo está integrada hoy en día por casas, escuelas, oficinas y tiendas en el área urbana moderna.
Además, dentro del honmaru existe un búnker de hormigón desde el cual se efectuó la primera transmisión de radio después del bombardeo atómico a Hiroshima.

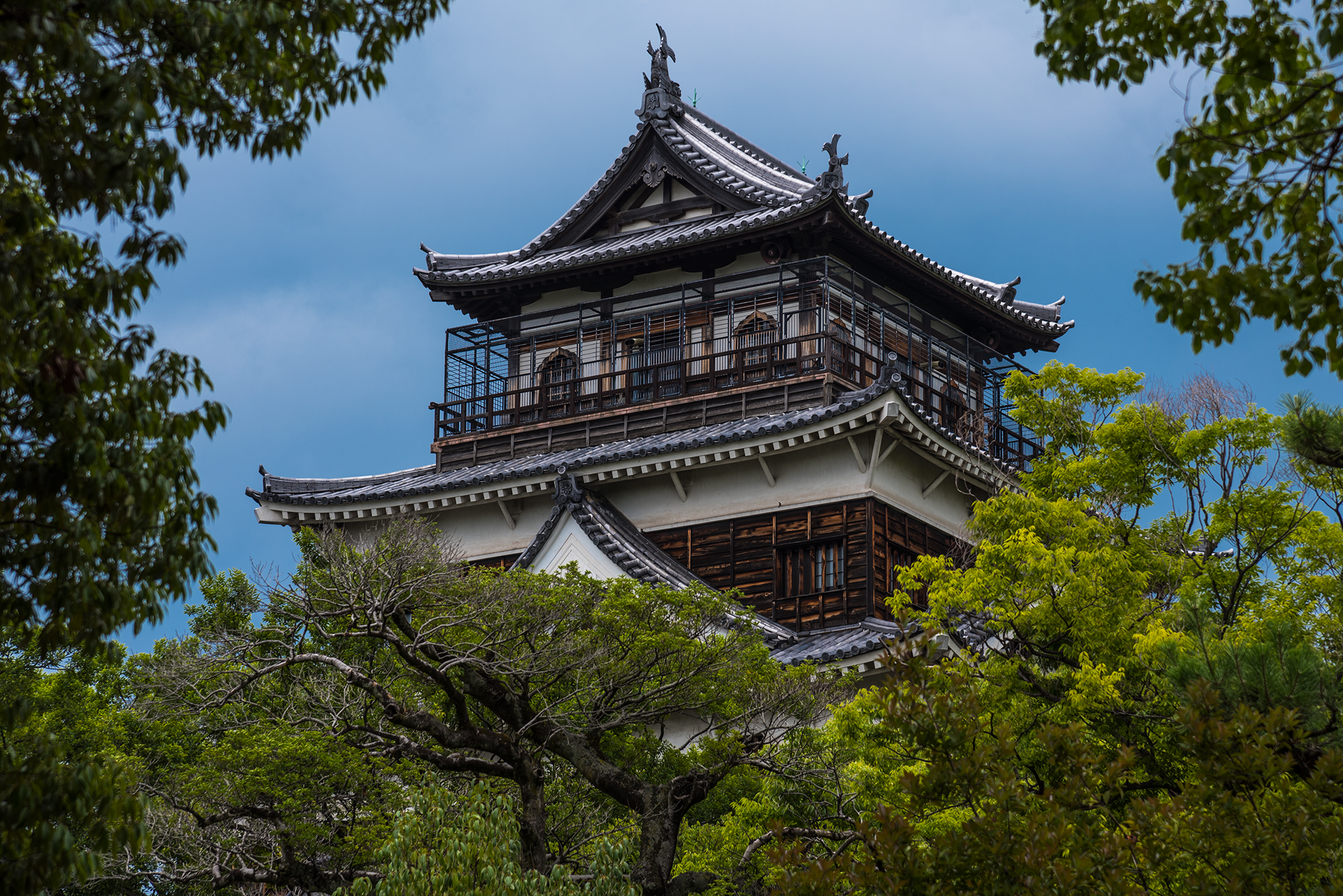
Castillo de Hiroshima en verano